# Sensor piezoeléctrico
Un sensor piezoeléctrico es un dispositivo que utiliza el efecto piezoeléctrico para medir presión, aceleración, tensión o fuerza; transformando las lecturas en señales eléctricas.

## Aplicaciones

Un disco piezoeléctrico genera voltaje cuando es deformado (cambio drástico en la forma).

Los sensores piezoeléctricos se consideran herramientas versátiles para la medición de distintos procesos, por ejemplo en garantías de calidad, procesos de control o investigación y desarrollo en diferentes campos industriales. Aunque el efecto piezoeléctrico fue descubierto por Pierre Curie en 1880, este no comenzó a ser implementado por la industria hasta 1950. Desde entonces, el uso de este principio de medición se ha incrementado, debido a su fácil manejo y su alto nivel de fiabilidad. Tiene aplicaciones en campos como la medicina, la industria aeroespacial y la instrumentación nuclear, así como en pantallas táctiles de teléfonos móviles. En la industria automovilística, los elementos piezoeléctricos se utilizan para monitorear la combustión durante el desarrollo de motores de combustión interna, bien montados directamente en hoyos adicionales en la culata o en las bujías, que están equipadas con un sensor piezoeléctrico en miniatura.

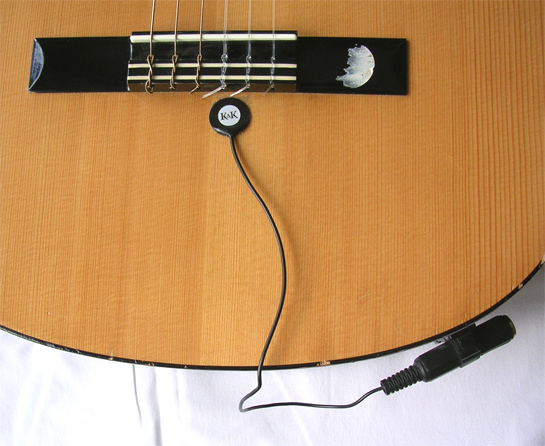
Transmisor piezoeléctrico en una guitarra acústica.

A pesar de que los sensores piezoeléctricos son sistemas electromecánicos que reaccionan a la compresión, los elementos sensoriales muestran una deflexión casi nula. A ello se debe la alta precisión de estos sensores, ya tienen una frecuencia natural muy alta y una buena linealidad en amplio rango. Además, la tecnología piezoeléctrica es insensible a campos electromagnéticos y a la radiación. Algunos materiales usados (como el fosfato de galio o la turmalina), poseen un alto grado de sensibilidad incluso al ser expuestos a altas temperaturas, permitiendo que el sensor sea eficiente a temperaturas del orden de 1000 °C. La turmalina también posee piroelectricidad, por lo que se genera una señal eléctrica cuando la temperatura del cristal es alterada. Este efecto es muy común en materiales piezocerámicos.
Una desventaja de los sensores piezoeléctricos es que no se pueden utilizar para mediciones de estática, ya que una fuerza estática resultaría en una cantidad fija de cargas sobre el material piezoeléctrico. Al trabajar con dispositivos de visualización convencionales y materiales aislantes imperfectos, así como por la reducción de la resistencia interna del sensor, resulta poco eficiente debido a la pérdida constante de electrones y el bajo rendimiento de la señal. Además, las temperaturas elevadas causan una falla adicional en la resistencia interna y en la sensibilidad de la medición. La principal consecuencia del efecto piezoeléctrico es que cuando aumenta significativamente la presión y la temperatura la sensibilidad se reduce debido al llamado montaje gemelo (twin-formation). 
Mientras que los sensores de cuarzo deben enfriarse a 300 °C durante las mediciones, existen cristales como el fosfato de galio que no presentan un montaje gemelo hasta el punto de ebullición del propio material. Se cree que en la naturaleza también existen sensores piezoeléctricos. La smithsonita o el carbonato de zinc son piezoeléctricos, y se piensa que puede llegar comportarse como sensores biológicos de fuerza.

## Principios de operación

Símbolo esquemático y modelo electrónico de un sensor piezoeléctrico.

Dependiendo de cómo se corte el material piezoeléctrico, se obtienen tres formas de operación diferentes: transversal, longitudinal o tangencial.

### Efecto longitudinal
La cantidad de carga producida es directamente proporcional a la fuerza aplicada y es independiente del tamaño y la forma del elemento piezoeléctrico. Usando varios elementos mecánicamente en serie y eléctricamente en paralelo, se puede conseguir aumentar la carga emitida. La carga resultante es:
```
  
Cx = dxxFxn,
```

Donde dxx es el coeficiente piezoeléctrico para una carga en dirección X, carga liberada por fuerzas aplicadas a lo largo del eje X (en pC/N). Fx es la carga proporcionada en dirección X [N] y n corresponde al número de elementos en el circuito. 

### Efecto Tangencial
Nuevamente las cargas producidas son estrictamente proporcionales a las fuerzas aplicadas e independientes de la forma y el tamaño de los elementos. Para n elementos mecánicamente en serie y eléctricamente en paralelo la carga es:
```
 
Cx = 2dxxFxn.
```

## Propiedades eléctricas
Un transductor eléctrico tiene una muy alta impedancia de salida de corriente continua y puede ser modelado como una fuente proporcional de voltaje y como una red de filtro. El voltaje V en la fuente es directamente proporcional a la fuerza, presión o tensión aplicada. La señal producida está relacionada con esta fuerza mecánica como si hubiera pasado a través de un circuito equivalente. Un modelo detallado incluye los efectos de la construcción mecánica del sensor y otras no idealidades. La inductancia Lm es causada gracias a la masa sísmica y la inercia del propio sensor. Ce es inversamente proporcional a la elasticidad mecánica del sensor. C0 representa la capacitancia estática del transductor , la cual es resultado de la inercia de una masa de tamaño infinito. Ri es la resistencia de la salida del aislamiento del elemento del transductor. Si el sensor está conectado a una resistencia de carga, esto también actúa en paralelo con la resistencia del aislamiento, incrementando la alta frecuencia de corte.

## Materiales sensibles
Dos grandes grupos de materiales son usados en los sensores piezoeléctricos: cerámicos piezoeléctricos y materiales de un solo cristal. El material cerámico (como por ejemplo la cerámica PZT) tienen una sensibilidad constante que es aproximadamente dos órdenes de magnitud más grande que los materiales de un solo cristal y pueden ser producidos a través de procesos de sinterización de bajo costo. El efecto “piezo” en las piezocerámicas se considera que es “entrenado” por lo que desafortunadamente su alta sensibilidad se ve degradada con el tiempo. Esta degradación está altamente correlacionada con la temperatura. Los materiales de cristal menos sensibles (fosfato de galio, cuarzo, turmalina) cuando se manipulan con cuidado tienen mayor estabilidad a largo plazo.